# Tualang Sembilar
Tualang Sembilar is een bestuurslaag in het regentschap Aceh Tenggara van de provincie Atjeh, Indonesië. Tualang Sembilar telt 457 inwoners (volkstelling 2010).